# اچ‌ام‌اس اچ۹
اچ‌ام‌اس اچ۹ (به انگلیسی: HMS H9) یک زیردریایی بود که طول آن ۱۵۰ فوت ۳ اینچ (۴۵٫۸۰ متر) بود. این زیردریایی در سال ۱۹۱۵ ساخته شد.